# Nieuw-Zeeland op de Olympische Zomerspelen 1976
Nieuw-Zeeland nam deel aan de Olympische Zomerspelen 1976 in Montréal, Canada. 
De deelname van Nieuw-Zeeland aan de Spelen leidde tot een boycot van een groot deel van de Afrikaanse landen. Zij protesteerden tegen het feit dat Nieuw-Zeeland nog steeds contacten onderhield met Zuid-Afrika, ondanks de oproep van de Verenigde Naties op een sportboycot tegen dat land.

## Medailleoverzicht
| Sport    | Olympiër | Discipline | Medaille |
| -------- | --- | ---------- | -------- |
| Atletiek | John Walker | 1500m (m)  | Goud     |
| Hockey   | Paul Ackerley Jeff Archibald Arthur Borren Alan Chesney John Christensen Greg Dayman Tony Ineson Barry Maister Selwyn Maister Trevor Manning Alan McIntyre Arthur Parkin Mohan Patel Ramesh Patel | mannen     | Goud     |
| Atletiek | Dick Quax | 5000m (m)  | Zilver   |
| Roeien   | Trevor Coker Simon Dickie Peter Dignan Athol Earl Tony Hurt Alex McLean Dave Rodger Ivan Sutherland Lindsay Wilson                                                                                | acht (m)   | Brons    |

## Deelnemers en resultaten
(m) = mannen, (v) = vrouwen, (g) = gemengd

### Atletiek
| Olympiër       | Discipline             | Resultaat | Prestatie                                                                        |
| -------------- | ---------------------- | --------- | -------------------------------------------------------------------------------- |
| John Walker    | 800m (m)               | 18e       | serie 2: 3de in 1.47,63                                                          |
| John Walker    | 1500m (m)              | Goud      | serie 3: 1ste in 3.36,87 halve finale 1: 1ste in 3.39,65 finale: 1ste in 3.39,17 |
| Rod Dixon      | 5000m (m)              | 4e        | serie 3: 2de in 13.20,48 finale: 4de in 13.25,50                                 |
| Dick Quax      | 5000m (m)              | Zilver    | serie 1: 1ste in 13.30,85 finale: 2de in 13.25,16                                |
| Dick Quax      | 10000m (m)             | 27e       | serie 3: 9de in 28.56,92                                                         |
| Euan Robertson | 3000m steeplechase (m) | 5e        | serie 2: 5de in 8.26,31 finale: 5de in 8.21,08                                   |
| Jack Foster    | marathon (m)           | 17e       | 2:17.53                                                                          |
| Kevin Ryan     | marathon (m)           | DNF       | niet gefinisht                                                                   |
| Murray Cheater | kogelslingeren (m)     | 16e       | kwalificatie groep B: 6de met 67,38m                                             |
|                |                        |           |                                                                                  |
| Sue Jowett     | 100m (v)               | 29e       | serie 3: 3de in 11,70 kwartfinale 2: 8ste in 11,81                               |
| Sue Jowett     | 200m (v)               | 27e       | serie 2: 2de in 24,12 kwartfinale 1: 8ste in 24,23                               |
| Anne Garrett   | 800m (v)               | 29e       | serie 5: 7de in 2.05,78                                                          |
| Anne Garrett   | 1500m (v)              | 21e       | serie 4: 7de in 4.10,68                                                          |
| Dianne Zorn    | 1500m (v)              | 23e       | serie 2: 7de in 4.12,78                                                          |

### Boksen
| Olympiër      | Discipline  | Resultaat | Prestatie                                                                                       |
| ------------- | ----------- | --------- | ----------------------------------------------------------------------------------------------- |
| Robert Colley | -63,5kg (m) | 25e       | 1ste ronde: V van URS Limasov: gediskwalificeerd                                                |
| David Jackson | -67kg (m)   | 17e       | 1ste ronde: W van TUN Chtiqui: scheidsrechterlijke beslissing 2de ronde: V van URS Rachkov: 0-5 |

### Gewichtheffen
| Olympiër      | Discipline  | Resultaat | Prestatie                                                        |
| ------------- | ----------- | --------- | ---------------------------------------------------------------- |
| Phillip Sue   | -67,5kg (m) | DNF       | trekken: geen geldige poging                                     |
| Brian Marsden | -90kg (m)   | 11e       | trekken: 16de met 137,5kg stoten: 8ste met 185kg totaal: 322,5kg |
| Rory Barrett  | -110kg (m)  | 15e       | trekken: 15de met 150kg stoten: 13de met 192,5kg totaal: 342,5kg |

### Hockey
| Olympiër | Discipline | Resultaat | Prestatie |
| --- | ---------- | --------- | --- |
| Paul Ackerley Jeff Archibald Arthur Borren Alan Chesney John Christensen Greg Dayman Tony Ineson Barry Maister Selwyn Maister Trevor Manning Alan McIntyre Arthur Parkin Mohan Patel Ramesh Patel | mannen     | Goud      | groep B: 2de G van Bondsrepubliek Duitsland: 1-1 G van Spanje: 1-1 W van België: 2-1 V van Pakistan: 2-5 groep B play-off: W van Spanje: 1-0 halve finale: W van Nederland: 2-1 finale: W van Australië: 1-0 |

| Groep B |                          |             |             |             |             |            |            |            |        |
| #       | Land                     | Wedstrijden | Wedstrijden | Wedstrijden | Wedstrijden | Doelpunten | Doelpunten | Doelpunten | Punten |
| #       | Land                     | G           | W           | G           | V           | V          | T          | Saldo      | Punten |
| 1       | Pakistan                 | 4           | 3           | 1           | 0           | 16         | 6          | +10        | 7      |
| 2       | Nieuw-Zeeland            | 4           | 1           | 2           | 1           | 6          | 8          | -2         | 4      |
| 3       | Spanje                   | 4           | 1           | 2           | 1           | 9          | 7          | +2         | 4      |
| 4       | Bondsrepubliek Duitsland | 4           | 1           | 1           | 2           | 10         | 10         | 0          | 3      |
| 5       | België                   | 4           | 1           | 0           | 3           | 5          | 15         | -10        | 2      |

| Datum            | Ronde    | Plaats                   | Land | Score         | Land |
| ---------------- | -------- | ------------------------ | ---- | ------------- | ---- |
| Groepsfase       |          |                          |      |               |      |
| 18 juli          | Montreal | Bondsrepubliek Duitsland | 1-1  | Nieuw-Zeeland |      |
| 20 juli          | Montreal | Spanje                   | 1-1  | Nieuw-Zeeland |      |
| 21 juli          | Montreal | Nieuw-Zeeland            | 2-1  | België        |      |
| 24 juli          | Montreal | Pakistan                 | 5-2  | Nieuw-Zeeland |      |
| groep B play-off |          |                          |      |               |      |
| 26 juli          | Montreal | Nieuw-Zeeland            | 1-0  | Spanje        |      |
| Halve finale     |          |                          |      |               |      |
| 29 juli          | Montreal | Nederland                | 1-2  | Nieuw-Zeeland |      |
| Finale           |          |                          |      |               |      |
| 30 juli          | Montreal | Nieuw-Zeeland            | 1-0  | Australië     |      |

### Kanovaren
| Olympiër               | Discipline    | Resultaat | Prestatie                                                                           |
| ---------------------- | ------------- | --------- | ----------------------------------------------------------------------------------- |
| Ian Ferguson           | K-1 500m (m)  | 16e       | serie 3: 4de in 1.59,18 herkansingen: 4de in 1.53,65                                |
| Donald Cooper          | K-1 1000m (m) | 11e       | serie 2: 4de in 4.04,29 herkansingen: 2de in 3.55,52 halve finale 1: 4de in 3.53,21 |
| Rod Gavin John Leonard | K-2 500m (m)  | 18e       | serie 1: 5de in 1.47,03 herkansingen: 3de in 1.47,45 halve finale 1: 6de in 1.45,61 |
| Rod Gavin John Leonard | K-2 1000m (m) | 20e       | serie 2: 5de in 3.37,09 herkansingen: 5de in 3.35,28                                |

### Paardensport
| Olympiër       | Discipline     | Resultaat      | Prestatie                            |
| Springconcours | Springconcours | Springconcours | Springconcours                       |
| -------------- | -------------- | -------------- | ------------------------------------ |
| Joe Yorke      | individueel    | 30e            | 1ste ronde: 30ste met 20 strafpunten |

### Roeien
| Olympiër | Discipline      | Resultaat | Prestatie                                                                     |
| --- | --------------- | --------- | ----------------------------------------------------------------------------- |
| Bob Murphy Grant McAuley Des Lock David Lindstrom                                                                  | vier-zonder (m) | 4e        | serie 3: 3de in 6.06,40 halve finale 1: 3de in 6.00,82 finale: 4de in 6.43,23 |
| Viv Haar Danny Keane Tim Logan Ian Boserio David Simmons                                                           | vier-met (m)    | 6e        | serie 2: 2de in 6.48,25 halve finale 1: 3de in 6.14,10 finale: 6de in 7.00,17 |
| Trevor Coker Simon Dickie Peter Dignan Athol Earl Tony Hurt Alex McLean Dave Rodger Ivan Sutherland Lindsay Wilson | acht (m)        | Brons     | serie 1: 2de in 5.40,00 herkansingen: 1ste in 5.37,08 finale: 3de in 6.03,51  |

### Schietsport
| Olympiër        | Discipline         | Resultaat | Prestatie                          |
| --------------- | ------------------ | --------- | ---------------------------------- |
| Ian Ballinger   | 50m geweer liggend | 20e       | 590 punten: (100-98-100-94-98-100) |
| John Woolley    | skeet              | 26e       | 190 punten: (100-98-100-94-98-100) |
| Graeme McIntyre | 50m bewegend doel  | 19e       | 547 punten: (279-268)              |
| Grant Taylor    | 50m bewegend doel  | 24e       | 536 punten: (257-279)              |

### Schoonspringen
| Olympiër      | Discipline   | Resultaat | Prestatie                          |
| ------------- | ------------ | --------- | ---------------------------------- |
| Rebecca Ewert | 3m plank (v) | 21e       | voorronde: 21ste met 352,62 punten |

### Wielersport
| Olympiër       | Discipline                    | Resultaat | Prestatie                                                           |
| Baan           | Baan                          | Baan      | Baan                                                                |
| -------------- | ----------------------------- | --------- | ------------------------------------------------------------------- |
| Mike Richards  | individuele achtervolging (m) | 9e        | kwalificatie: 9de in 4.55,08 1ste ronde: V van NOR Iversen: 4.53,33 |
| Weg            |                               |           |                                                                     |
| Garry Bell     | wegwedstrijd (m)              | 15e       | 4:49.01                                                             |
| Vern Hanaray   | wegwedstrijd (m)              | 52e       | 5:00.19                                                             |
| Jamie Richards | wegwedstrijd (m)              | DNF       | niet gefinisht                                                      |

### Worstelen
| Olympiër       | Discipline  | Resultaat   | Prestatie                                                              |
| Vrije stijl    | Vrije stijl | Vrije stijl | Vrije stijl                                                            |
| -------------- | ----------- | ----------- | ---------------------------------------------------------------------- |
| Barry Oldridge | -57kg (m)   | 18e         | 1ste ronde: V van YUG Darlev: 0-24 2de ronde: V van GRE Hatziioannidis |
| David Aspin    | -82kg (m)   | 14e         | 1ste ronde: V van MGL Gochoosüren 2de ronde: V van JPN Motegi          |

### Zeilen
| Olympiër                              | Discipline      | Resultaat | Prestatie                            |
| ------------------------------------- | --------------- | --------- | ------------------------------------ |
| Jonty Farmer                          | finn            | 15e       | 109,0 punten: (19-5-15-13-15-11-15)  |
| Brett Bennett Mark Paterson           | 470             | 5e        | 59,7 punten: (3-PMS-10-2-5-2-16)     |
| Jock Bilger Murray Ross               | flying dutchman | 12e       | 85,0 punten: (7-8-1-15-12-13-17)     |
| Gavin Bornholdt Hugh Poole Chris Urry | soling          | 19e       | 135,0 punten: (20-15-17-15-19-15-18) |

### Zwemmen
| Olympiër         | Discipline           | Resultaat | Prestatie                                              |
| ---------------- | -------------------- | --------- | ------------------------------------------------------ |
| John McConnochie | 200m vrije slag (m)  | 33e       | serie 5: 5de in 1.57,77                                |
| Brett Naylor     | 200m vrije slag (m)  | DNS       | serie 4: niet gestart                                  |
| Brett Naylor     | 400m vrije slag (m)  | 10e       | serie 1: 2de in 4.00,38                                |
| Brett Naylor     | 1500m vrije slag (m) | 16e       | serie 5: 4de in 15.52,68                               |
| Mark Treffers    | 1500m vrije slag (m) | 17e       | serie 5: 5de in 15.56,11                               |
| John Coutts      | 100m vlinderslag (m) | 18e       | serie 5: 4de in 57,29                                  |
| John Coutts      | 200m vlinderslag (m) | 16e       | serie 6: 5de in 2.05,05                                |
| John McConnochie | 400m wisselslag (m)  | 17e       | serie 1: 4de in 4.40,84                                |
| Mark Treffers    | 400m wisselslag (m)  | 18e       | serie 5: 3de in 4.40,92                                |
|                  |                      |           |                                                        |
| Rebecca Perrott  | 100m vrije slag (v)  | 13e       | serie 1: 2de in 57,66 halve finale 1: 6de in 58,13     |
| Rebecca Perrott  | 200m vrije slag (v)  | 9e        | serie 3: 2de in 2.03,94                                |
| Allison Calder   | 400m vrije slag (v)  | 15e       | serie 5: 4de in 4.23,64                                |
| Rebecca Perrott  | 400m vrije slag (v)  | 4e        | serie 1: 1ste in 4.15,71 (OR) finale: 4de in 4.14,76   |
| Allison Calder   | 800m vrije slag (v)  | 11e       | serie 1: 4de in 8.57,24                                |
| Monique Rodahl   | 100m rugslag (v)     | 22e       | serie 4: 5de in 1.06,73                                |
| Susan Hunter     | 200m rugslag (v)     | 23e       | serie 1: 7de in 2.26,21                                |
| Monique Rodahl   | 200m rugslag (v)     | 11e       | serie 1: 3de in 2.19,22                                |
| Lynne Dalzell    | 100m vlinderslag (v) | 14e       | serie 1: 4de in 1.04,23 halve finale 1: 7de in 1.04,06 |
| Lynne Dalzell    | 200m vlinderslag (v) | 13e       | serie 3: 3de in 2.17,89                                |
| Susan Hunter     | 400m wisselslag (v)  | 10e       | serie 4: 3de in 5.03,82                                |
| Monique Rodahl   | 400m wisselslag (v)  | 8e        | serie 3: 3de in 4.58,47 finale: 8ste in 5.00,21        |
| Lynne Rowe       | 400m wisselslag (v)  | 13e       | serie 2: 3de in 5.09,21                                |

Amerikaanse Maagdeneilanden · Andorra · Antigua en Barbuda · Argentinië · Australië · Bahama's · Barbados · België · Belize · Bermuda · Bolivia · Bondsrepubliek Duitsland · Brazilië · Bulgarije · Canada · Chili · Colombia · Costa Rica · Cuba · Denemarken · Dominicaanse Republiek · Duitse Democratische Republiek · Ecuador · Egypte · Fiji · Filipijnen · Finland · Frankrijk · Griekenland · Groot-Brittannië · Guatemala · Haïti · Honduras · Hongarije · Hongkong · Ierland · IJsland · India · Indonesië · Iran · Israël · Italië · Ivoorkust · Jamaica · Japan · Joegoslavië · Kaaimaneilanden · Kameroen · Koeweit · Libanon · Liechtenstein · Luxemburg · Maleisië · Marokko · Mexico · Monaco · Mongolië · Nederland · Nederlandse Antillen · Nepal · Nicaragua · Nieuw-Zeeland · Noord-Korea · Noorwegen · Oostenrijk · Pakistan · Panama · Papoea-Nieuw-Guinea · Paraguay · Peru · Polen · Portugal · Puerto Rico · Roemenië · San Marino · Saoedi-Arabië · Senegal · Singapore · Sovjet-Unie · Spanje · Suriname · Thailand · Trinidad en Tobago · Tsjecho-Slowakije · Tunesië · Turkije · Uruguay · Venezuela · Verenigde Staten · Zuid-Korea · Zweden · Zwitserland